# NSU P6
Der NSU P6 ist ein Automodell auf Basis des NSU Prinz, das vom Unternehmen Nordex S.A. mit Sitz in Montevideo (Uruguay) hergestellt und vertrieben wurde.

## Modellgeschichte
Bereits zuvor hatte Nordex S.A. den NSU Prinz 4 in Lizenz hergestellt und als NSU P4 vertrieben. Das neue Modell P6 kombinierte Motor und Mechanik des NSU-Modells mit einer eigenständigen, von Carlos Sotomayor völlig neu gestalteten Karosserie. Bei deren Gestaltung wurde auf das Corvair-Design verzichtet und eine modernere Steilheckkarosserie gezeichnet, die neben den seitlichen Lufteinlässen für den Heckmotor auch über eine Kühlerattrappe verfügte. Nur die Doppelscheinwerfer und die Heckleuchten weisen auf die Verwandtschaft zum europäischen NSU-Modell hin.
Dieser eigenständige Entwurf war das erste in Uruguay entwickelte Fahrzeug mit selbsttragender Karosserie.
Es sollen rund 400 Exemplare des P6 hergestellt worden sein.
Auf dem Salón del Automóvil in Uruguay wurde 1970 als Nachfolger das größere und stärkere Nachfolgemodell P10 präsentiert. 